# Greenacres (Washington)
Greenacres (korábban Green Acres) az Amerikai Egyesült Államok északnyugati részén, Washington állam Spokane megyéjében elhelyezkedő egykori statisztikai település; területének nagyobb része 2003 óta Spokane Valley, egy kisebb része pedig 2006 óta Liberty Lake része. A 2000. évi népszámláláskor 5158 lakosa volt.
A postahivatal ma is működik. A kerületben egy általános (Greenacres Elementary School) és egy középiskola (Greenacres Middle School) van, amelyek a Central Valley Tankerület fennhatósága alá tartoznak.

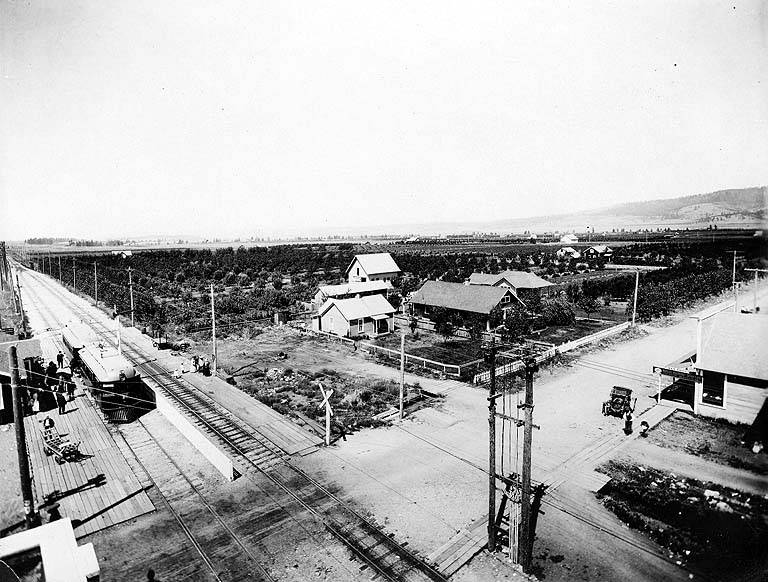
Greenacres 1910 körül

## Népesség
A 2000-es népszámláláskor   5158 lakója, 2021 háztartása és 1414 családja volt. A népsűrűség 599,8 fő/km2. A lakóegységek száma 2126, sűrűségük 247,2 db/km2. A lakosok 95,17%-a fehér, 0,47%-a afroamerikai, 1,01%-a indián, 0,72%-a ázsiai, 0,02%-a a Csendes-óceáni szigetekről származik, 0,33%-a egyéb-, 2,29%-a pedig kettő vagy több etnikumú. A spanyol vagy latino származásúak aránya 2,46% (1,5% mexikói, 0,2% Puerto Ricó-i,  0,8% pedig egyéb spanyol/latino származású.)
A háztartások 33,2%-ában élt 18 évnél fiatalabb. 56,2% házas, 10,3% egyedülálló nő; 30% pedig nem család. 24,6% egyedül élt; 8,8%-uk 65 éves vagy idősebb. Egy háztartásban átlagosan 2,55 személy élt; a családok átlagmérete 3,04 fő.
Lakóinak 26,8%-a 18 évesnél fiatalabb, 6,5% 18 és 24 év közötti, 28,9%-uk 25 és 44 év közötti, 24,6%-uk 45 és 64 év közötti, 13,1%-uk pedig 65 éves vagy idősebb. A medián életkor 38 év volt. Minden 100 nőre 97,9 férfi jut; a 18 évnél idősebb nőknél ez az arány 93,6.
A háztartások medián bevétele 36 290 amerikai dollár, ez az érték családoknál $38 839. A férfiak medián keresete $32 488, míg a nőké $22 361. Az egy főre jutó bevétel (PCI) $15 494. A családok 7%-a, a teljes népesség 10,5%-a élt létminimum alatt; a 18 év alattiaknál ez a szám 14,4%, a 65 évnél idősebbeknél pedig 2,5%.

## Fordítás
Ez a szócikk részben vagy egészben  a   Greenacres, Washington című angol Wikipédia-szócikk ezen változatának fordításán alapul.  Az eredeti cikk szerkesztőit annak laptörténete sorolja fel. Ez a jelzés csupán a megfogalmazás eredetét és a szerzői jogokat jelzi, nem szolgál a cikkben szereplő információk forrásmegjelöléseként.